# جسی پینکمن
جسی بروس پینکمن (به انگلیسی: Jesse Bruce Pinkman) نام یکی از شخصیت‌های مجموعه تلویزیونی بریکینگ بد است که آرون پال نقش وی را بازی می‌کند. این شخصیت، شخصیت اصلی فیلم ال کامینو است که دوباره توسط آرون پال بازی شده است، همچنین در سریال بهتره با سال تماس بگیری حضور کوتاهی دارد.
جسی متولد سپتامبر ۱۹۸۴ است در آلبوکرکی است که به علت اعتیاد به مواد مخدر از خانواده خود طرد شده‌است و مدتی با خاله خود زندگی می‌کند و پس از مرگ خاله اش اجازه یافت تا در خانه وی زندگی کند. وی پس از مدتی رو به خرده‌فروشی مت‌آمفتامین آورده و در پی درگیری‌هایی که در این مسیر برای وی پیش می‌آید با پیشنهاد والتر وایت (برایان کرانستون) معلم شیمی سابقش مبنی بر شراکت در تولید مت‌آمفتامین روبرو می‌شود و با قبول این درخواست وارد ماجراها و درگیری‌های تازه‌ای می‌شود.
به گفته وینس گیلیگان کارگردان این مجموعه، در ابتدا قرار بود شخصیت جسی پینکمن در انتهای فصل اول کشته شود اما پس از دیدن قسمت دوم این فصل تحت تأثیر بازی وی قرار گرفته و متوجه شد کشتن وی اشتباه بزرگی خواهد بود.